# Santa Maria de les Fonts

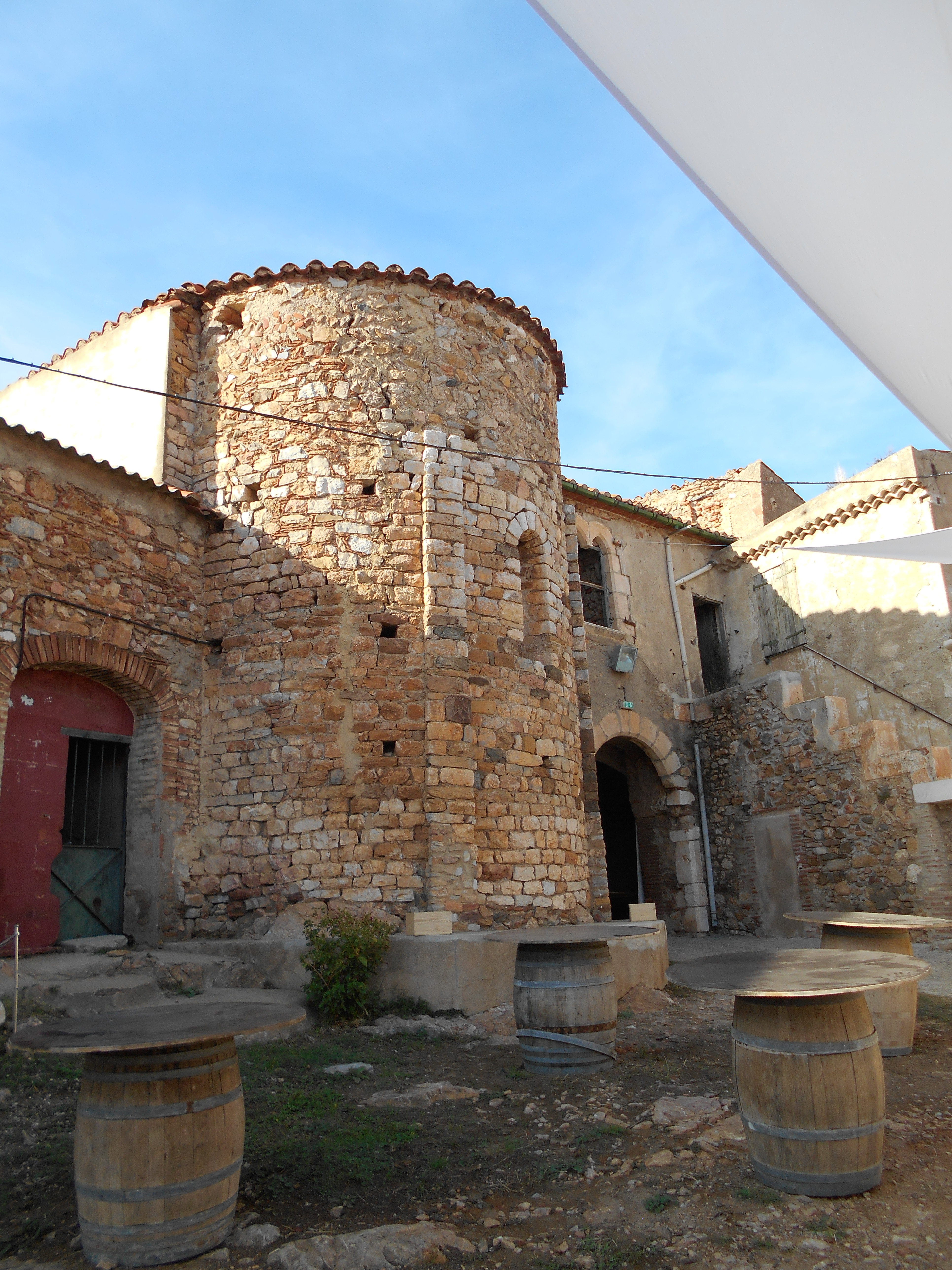
Absis de l'església

Santa Maria de les Fonts és una església romànica del terme comunal de Calce, a la comarca del Rosselló (Catalunya del Nord).
Està situat al bell mig del conjunt d'edificis que romanen de l'antic poble de les Fonts, que havia estat fortificat com a castell. Actualment és denominat Mas de les Fonts. És a la zona central del terç meridional del terme comunal de Calce, uns 2 quilòmetres al sud-sud-oest del poble principal del terme.
El lloc està documentat el 898 i el 915 com a villarunculo de Fonte Tentenata, en aquells temps considerat pertanyent a Pesillà de la Ribera. Fou donat al monestir de la Grassa pel comte Radulf i la seva esposa Ridlinda. Tot i que se'n reservaren l'usdefruit, el monestir de la Grassa tenia encara la senyoria el segle xii, però als segles xiii i xiv sorgí el llinatge dels Fonts, o Desfonts, que en compartiren la senyoria amb la Grassa, a través del paborde de Pesillà. El 1457 n'era cosenyor Roger Senespleda. Les pedreres properes eren el principal mitjà de subsistència dels habitants de les Fonts; per això el paborde de Pesillà prohibí els forasters d'anar-hi a fer calç, llenya i treure aigua de les fonts existents en el lloc.
L'església consta des del 1119, en una butlla de confirmació de propietats del papa Gelasi II a Jaubert des Fonts. El seu germà fou lloctinent reial de Jaume III de Mallorca als comtats de Rosselló i Cerdanya, a Mallorca i a Montpeller.

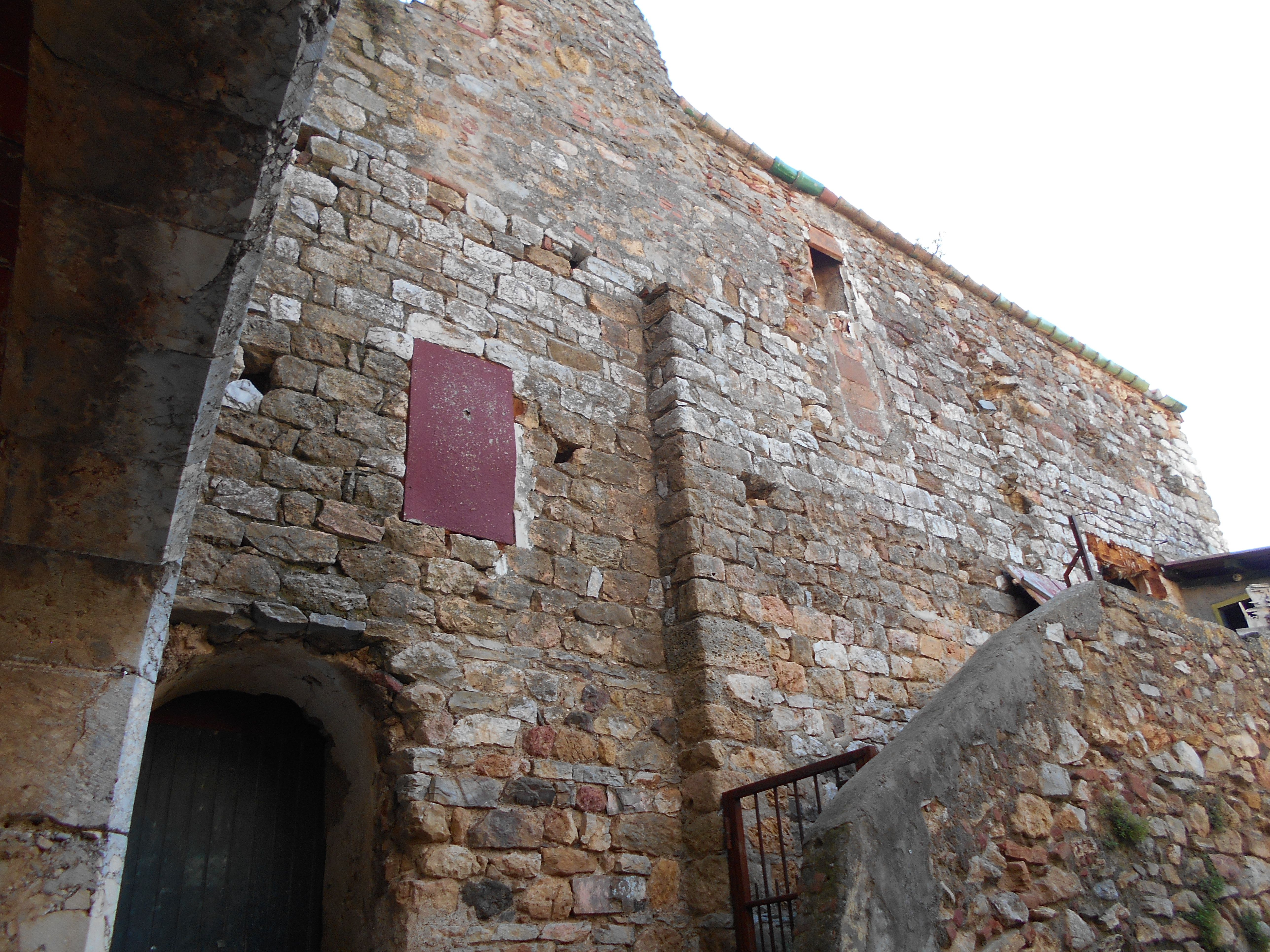
Façana septentrional de l'església

Es tracta d'una església petita i estreta, d'una sola nau capçada a llevant per un absis semicircular que havia estat decorat amb arcades llombardes. Només se'n conserven les lesenes; les arcuacions van desaparèixer als segles XIV o XV, quan l'absis fou sobrealçat per tal de fortificar-lo. A ponent s'obre una porta amb un arc en creixent (les dovelles es van allargant segons van arribant a la clau), i hi havia una altra porta, tal volta la primitiva, a migdia; ara és tapiada.
La nau devia ser inicialment coberta de fusta. Tres arcs en diafragma fragmenten la nau en quatre trams. En una segona etapa va ser coberta amb volta de canó. La finestra central de l'absis és de doble esqueixada, bellament resolta. Presenta restes de decoració mural romànica, tot i que bastant afectades. L'aparell és fet de pedres calcàries del lloc, i és datable al segle xi, tot i que la volta de canó es remunta segurament al XII.